# Dekanat Osiek
Dekanat Osiek – jeden z 23 dekanatów katolickich wchodzących w skład diecezji bielsko-żywieckiej, w którego skład wchodzi 8 parafii.

## Przełożeni
- Dziekan: ks. Bogusław Wądrzyk
- Wicedziekan: ks. Stanisław Sadlik
- Ojciec duchowny: o. Piotr Cuber OFMConv[1]
- Duszpasterz służby liturgicznej: ks. Paweł Wawak
- Dekanalny wizytator katechizacji: ks. Andrzej Woźniak
- Dekanalny duszpasterz rodzin: ks. Józef Zborek
- Dekanalny duszpasterz młodzieży: ks. Przemysław Gorzołka

## Parafie
- Głębowice: Parafia Matki Bożej Szkaplerznej
- Grojec: Parafia świętego Wawrzyńca
- Osiek: Parafia świętego Andrzeja Apostoła
- Osiek Górny: Parafia świętego Stanisława BM
- Polanka Wielka: Parafia Niepokalanego Serca NMP
- Polanka Wielka: Parafia świętego Mikołaja
- Poręba Wielka: Parafia świętego Bartłomieja
- Włosienica: Parafia świętego Michała Archanioła